# Ліна Хіяра
Ліна Хіяра (29 травня 2003) — марокканська плавчиня.
Учасниця Олімпійських Ігор 2020 року, де в попередніх запливах на дистанції 200 метрів вільним стилем посіла 28-ме місце і не потрапила до півфіналів.